# Creeslough
Creeslough (auch: Cresslough, irisch An Craoslach, „die Schlucht“) ist ein Dorf im County Donegal (Republik Irland) mit 398 Einwohnern (Stand 2022).

## Lage
Creeslough liegt etwa 28 Kilometer nordnordwestlich von Letterkenny am Sheephaven Bay. Durch die Ortschaft führt die N56 von Letterkenny kommend nach Dunfanaghy. Nach Nordosten geht die R245 ab.

## Explosion am 7. Oktober 2022
Am 7. Oktober 2022 kam es um 15:21 Uhr Ortszeit an der örtlichen Applegreen-Tankstelle zu einer Explosion. Auch die Gebäude der nächsten Umgebung wurden wenigstens teilweise zerstört oder schwer beschädigt. 10 Menschen starben und acht weitere wurden teilweise schwer verletzt. Vermutet wurde als Grund ein Gasleck, eine offizielle Erklärung zur Unglücksursache gab es bislang nicht.

## Sehenswürdigkeiten
- Doe Castle, Tower House aus dem 15. Jahrhundert
- St. Michael’s Church, postmoderne katholische Kirche, 1971 nach den Entwürfen von Liam McCormick errichtet
- Kapuzinerkloster am Sheephaven Bay

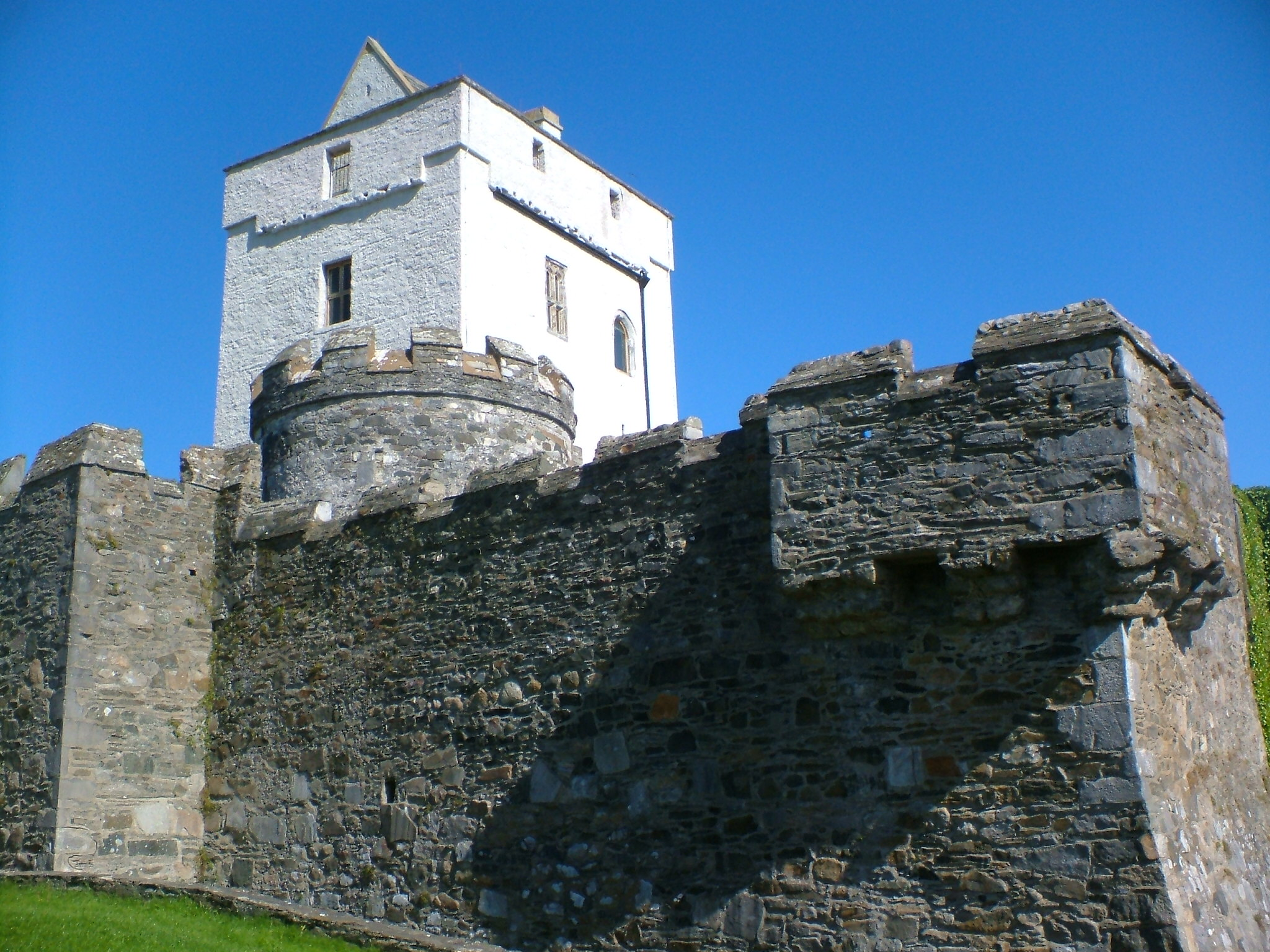
Doe Castle
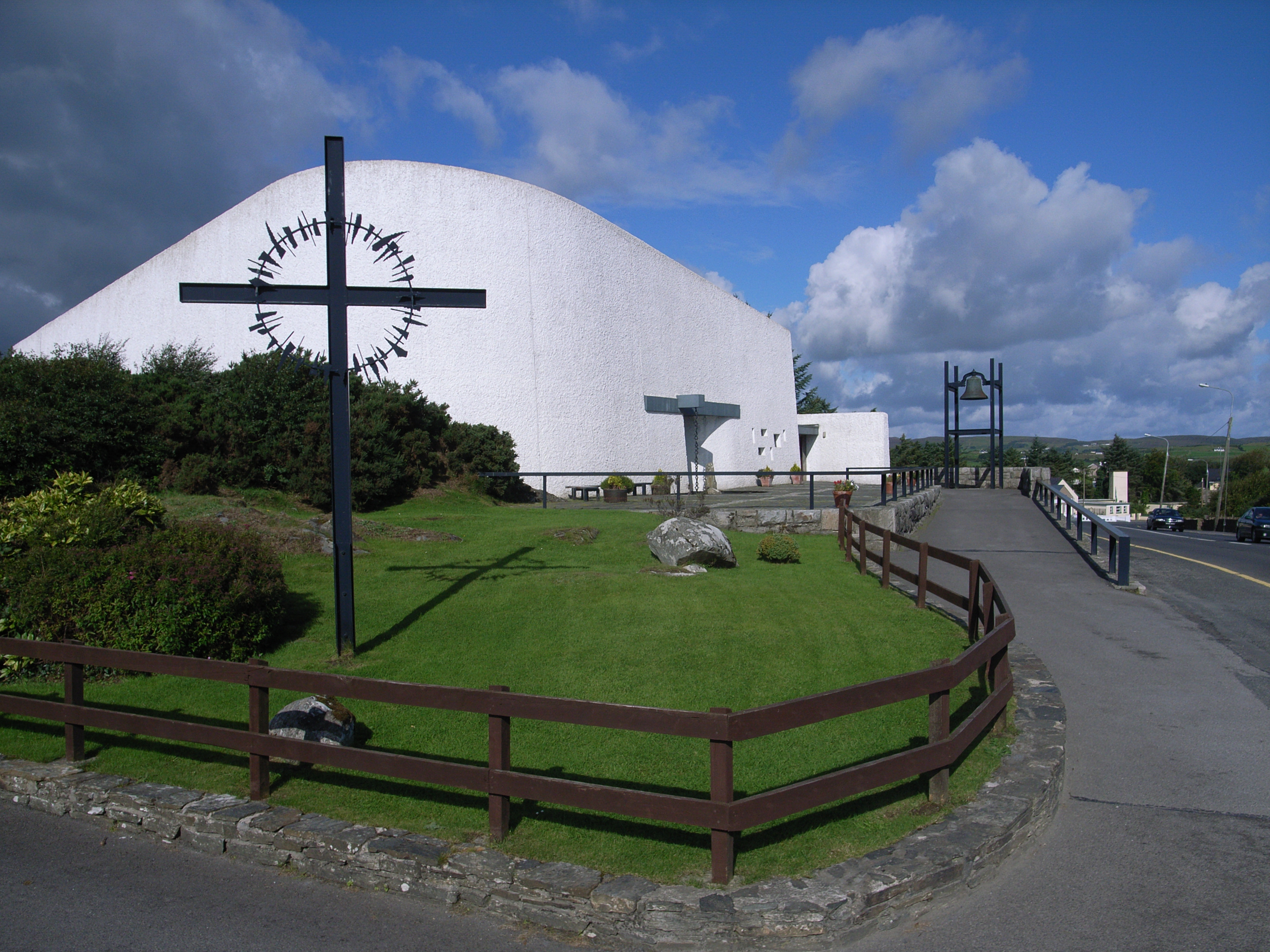
St. Michael’s Church
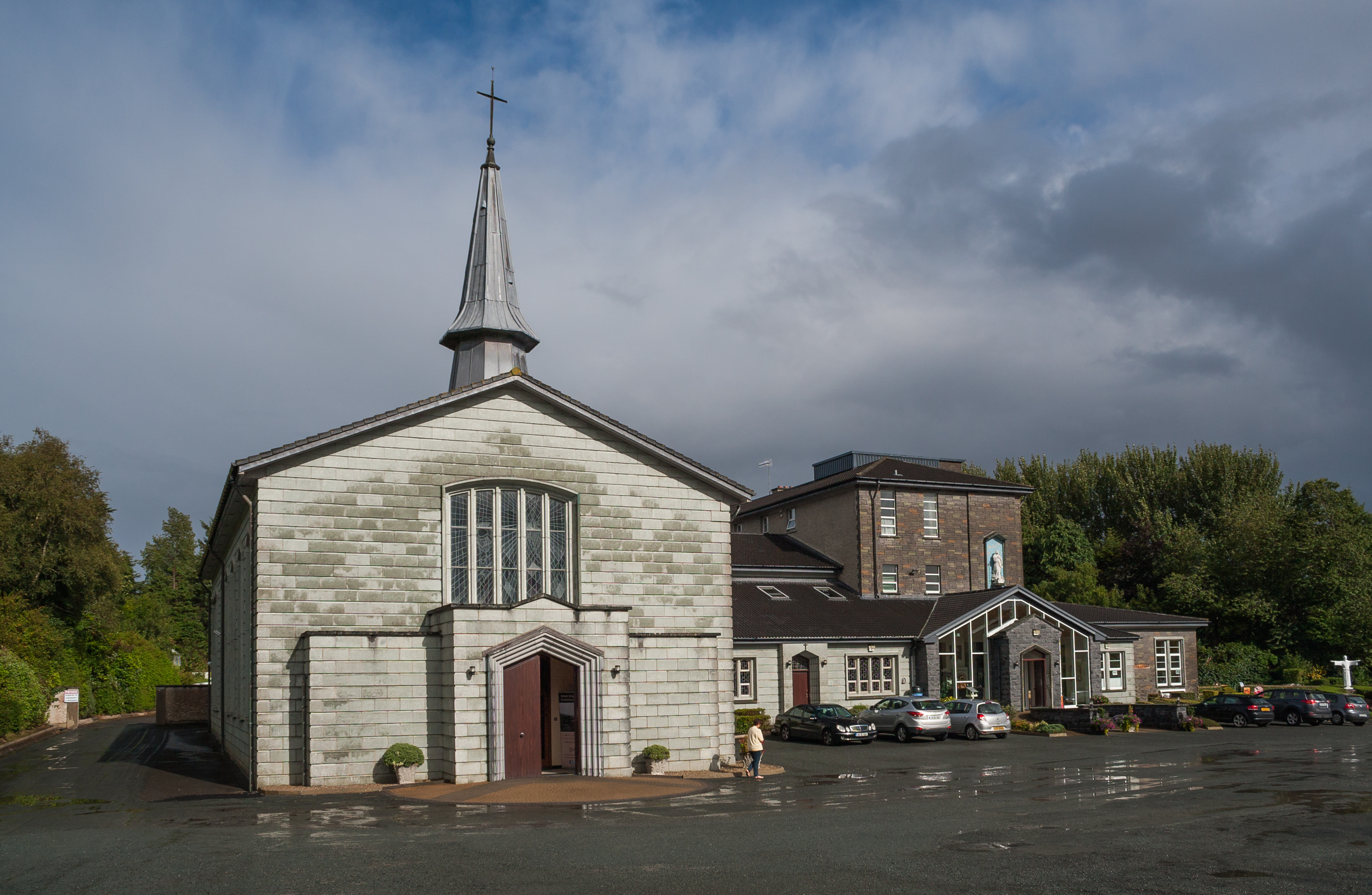
Kapuzinerkloster am Sheephaven Bay

## Persönlichkeiten
- Kathleen Antonelli (1921–2006), Programmiererin
- Bridie Gallagher (1924–2012), Sängerin